# Nam Xang
	Nam Xang		là một xã thuộc tỉnh Ninh Bình, Việt Nam. Trụ sở xã nằm cách phường Hoa Lư - trung tâm tỉnh lỵ Ninh Bình 45 km về phía Bắc.		
Theo Nghị quyết số 1674/NQ-UBTVQH15 ngày 16/6/2025 về sắp xếp các đơn vị hành chính cấp xã của tỉnh Ninh Bình năm 2025, 	sắp xếp các xã Công Lý, Nguyên Lý và Đức Lý thành xã mới có tên gọi là xã Nam Xang.	
Xã Nam Xang	có diện tích:	22,7	km², 	dân số:	34.150	người, mật độ dân số: 	1504	người/km². 	Đây là đơn vị có diện tích xếp thứ:	95	, số dân xếp thứ: 	46	và mật độ dân số xếp thứ: 	29	trong số 129 xã, phường ở Ninh Bình.
Xã này nằm trên Quốc lộ 38B, và cũng là nơi có sông Hồng chảy qua.

## Danh xưng Nam Xang
Nam Xang, biến âm theo tiếng địa phương của Nam Xương, là tên cũ trước đây của huyện Lý Nhân, tỉnh Hà Nam. Tên Nam Xương được nhắc đến trong tác phẩm nổi tiếng Chuyện người con gái Nam Xương, câu chuyện xảy ra từ thời Trần, lưu truyền trong dân gian và được Nguyễn Dư được chép lại vào cuối thế kỷ 16 trong tập Truyền kỳ mạn lục.
Nam Xương là một trong 5 huyện của phủ Lý Nhân, tỉnh Hà Nội: Nam Xương, Duy Tân (Duy Tiên), Bình Lục, Thanh Liêm, Kim Bảng khi vua Minh Mạng cho thành lập tỉnh Hà Nội năm 1831 cho tới khi người Pháp tách phủ Lý Nhân ra để thành lập tỉnh Hà Nam.
Thời nhà Lý, nhà Trần vùng đất Hà Nam ngày nay được gọi là châu Lị Nhân. Sử sách còn chép lại các vua Lý Thái Tông, Lý Nhân Tông từng cho dựng hành cung ở châu Lị Nhân (theo Toàn thư). Chùa Long Đọi được xây dựng từ đời vua Lý Thánh Tông.